# JLEV
JLEV (Jüdischer Liberal-Egalitärer Verband) ist ein Verband für liberale und egalitäre jüdische Gemeinden in Deutschland unter dem Dachverband des Zentralrats der Juden.
Im 20. April 2023 gründete sich JLEV unter Beteiligung von neun Gemeinden. Hintergrund der Gründung waren öffentlich gewordene Vorwürfe gegen den Rabbiner Walter Homolka, dem Machtmissbrauch vorgeworfen worden war. In der Aufarbeitung der Vorwürfe und Hintergründe habe der Dachverband der Union progressiver Juden in Deutschland aus Sicht der Gründungsmitglieder versagt.
Gründungsgemeinden waren neun jüdische Gemeinden aus Deutschland, Ende 2024 waren 11 Gemeinden Mitglied im Verband:
- Egalitäre Jüdische Chawurah Gescher Freiburg e.V.
- Egalitärer Minjan in der Jüdischen Gemeinde Frankfurt am Main
- Jüdische Gemeinde Göttingen e.V.
- Jüdische Gemeinde Hameln e.V.
- Jüdische Gemeinde Konstanz e.V. (beigetreten am 22. Juli 2024)[3]
- Jüdische Liberale Gemeinde Region Kassel e.V. Emet weSchalom
- Liberale Jüdische Gemeinde Bad Pyrmont e.V.
- Liberale Jüdische Gemeinde Hannover K.d.ö.R.
- Liberale Jüdische Gemeinde Wolfsburg – Region Braunschweig e.V.
- Reformsynagoge der Jüdischen Gemeinde Hamburg KdöR (beigetreten am 16. Juli 2023)[4]
- Unabhängige Synagogengemeinde Berlin – Bet Haskala e.V.[5]

Im März 2024 gab die European Union of Progressive Judaism (EUPJ) bekannt, dass aufgrund des Austritts aus der Union progressiver Juden sieben der Gemeinden seit Ende des Jahres 2023 nicht mehr der EUPJ angehörten.